# Tomasz Koch
Tomasz Koch (ur. 14 czerwca 1956 we Wrocławiu) – polski naukowiec, profesor nauk technicznych, związany z Politechniką Wrocławską.

## Życiorys
Jest synem Jana Kocha, bratem Jerzego Kocha. 
W 1975 ukończył XI Liceum Ogólnokształcące we Wrocławiu, w 1980 studia z matematyki stosowanej na Wydziale Podstawowych Problemów Techniki Politechniki Wrocławskiej. W 1980 rozpoczął na macierzystej uczelni studia doktoranckie, w 1984 obronił pracę doktorską. W tym samym roku rozpoczął pracę PWr., w Instytucie Technologii Maszyn i Automatyzacji. W 1997 uzyskał na Politechnice Krakowskiej stopień doktora habilitowanego na podstawie pracy Programowanie redundantnych robotów przemysłowych. W 2007 otrzymał tytuł profesora nauk technicznych. Pracuje jako profesor na Wydziale Mechanicznym Politechniki Wrocławskiej.